# Lunds konsthall
La Kunsthalle Lund (en suédois : Lunds konsthall) est une salle d'art située à Lund, dans le sud de la Suède. 

## Expositions
L'exposition inaugurale de 1957 portait sur l'art moderne suédois. Au cours des années suivantes, des expositions d'art suédois et international ont été présentées, notamment avec des œuvres de Gustav Metzger, Ólafur Elíasson ou Poul Gernes (da). 

## Galerie

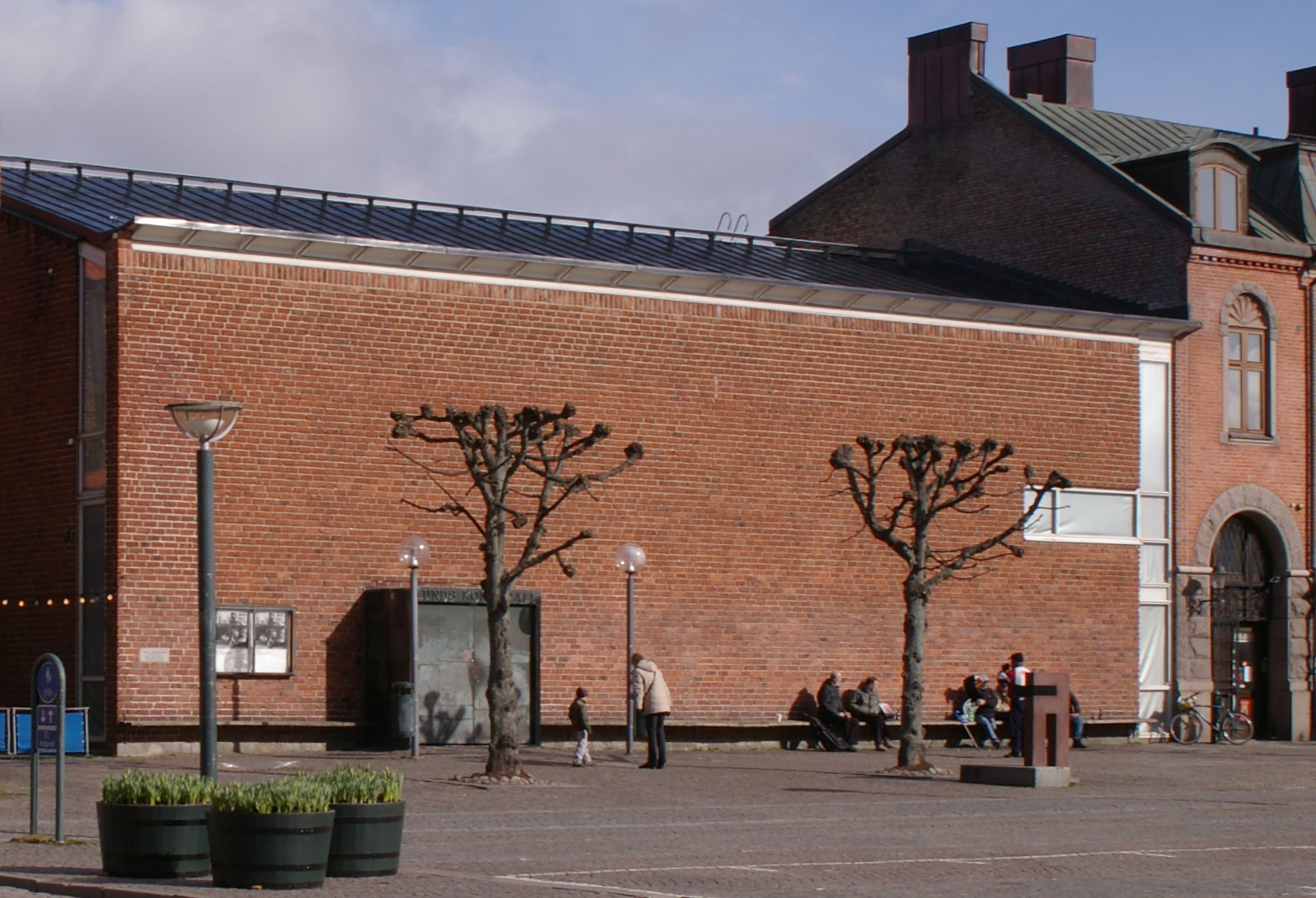
Vue extérieure
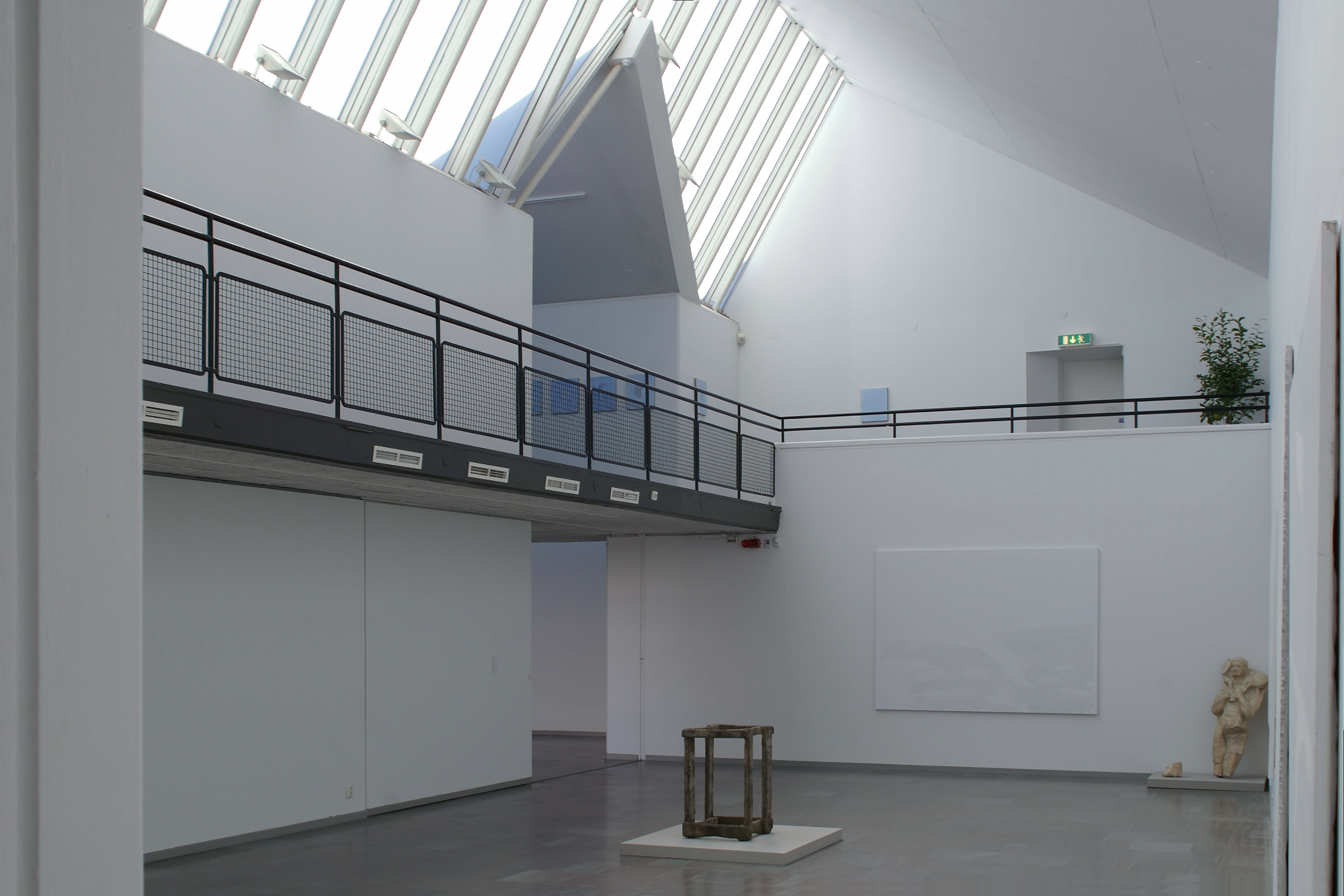
Hall principal
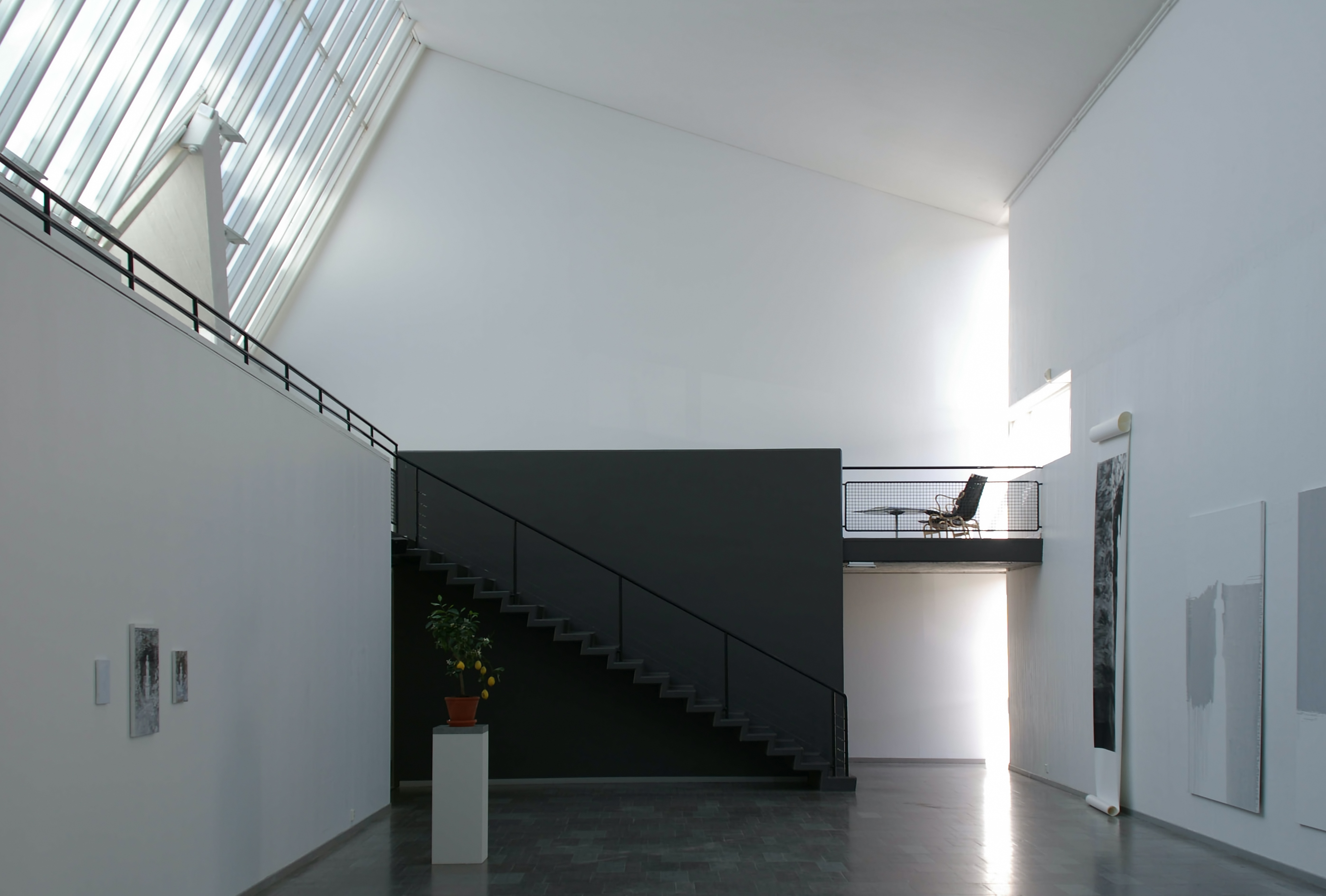
Hall principal, vue latérale avec fenêtre (droite)
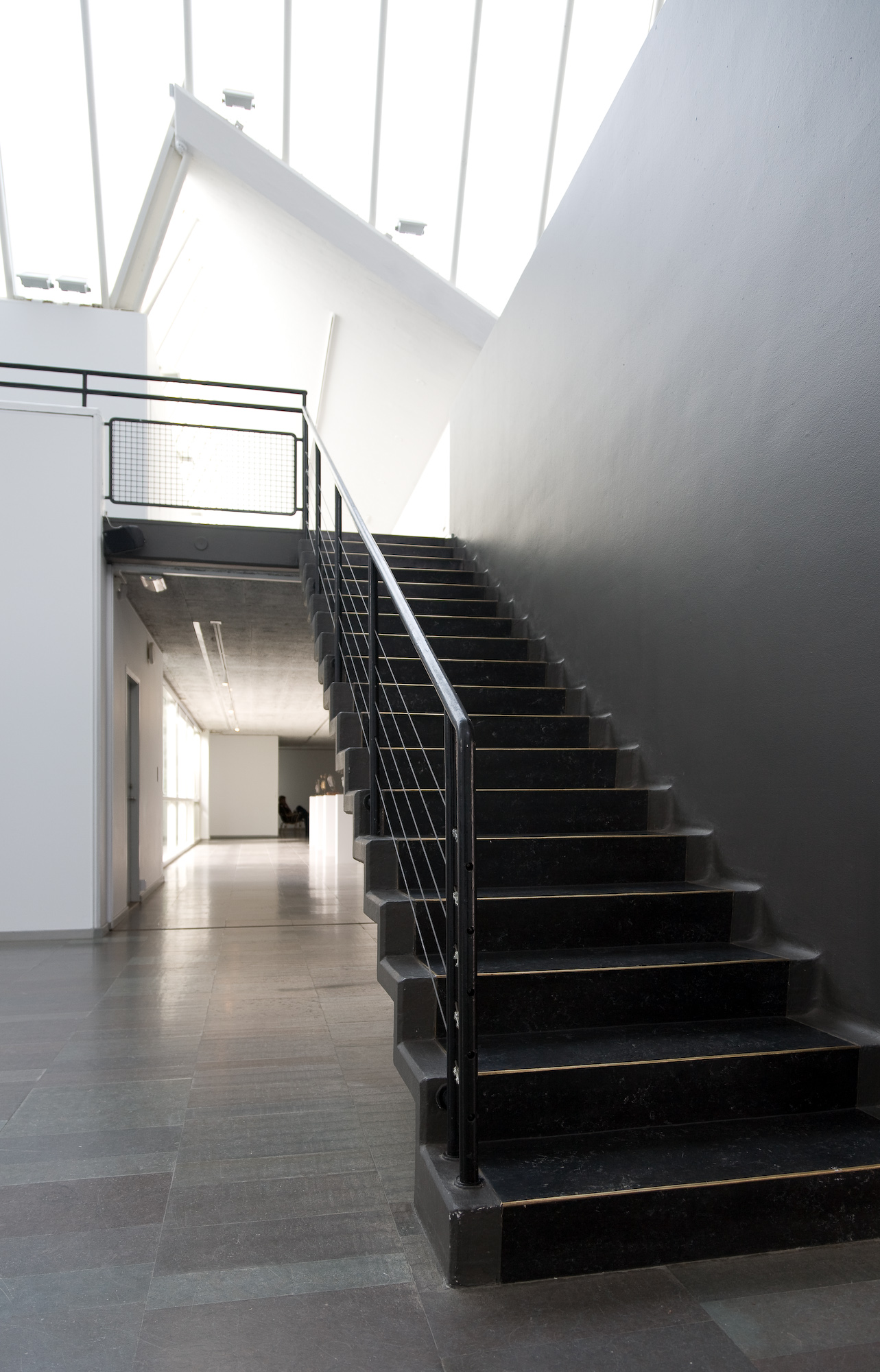
Escalier latéral
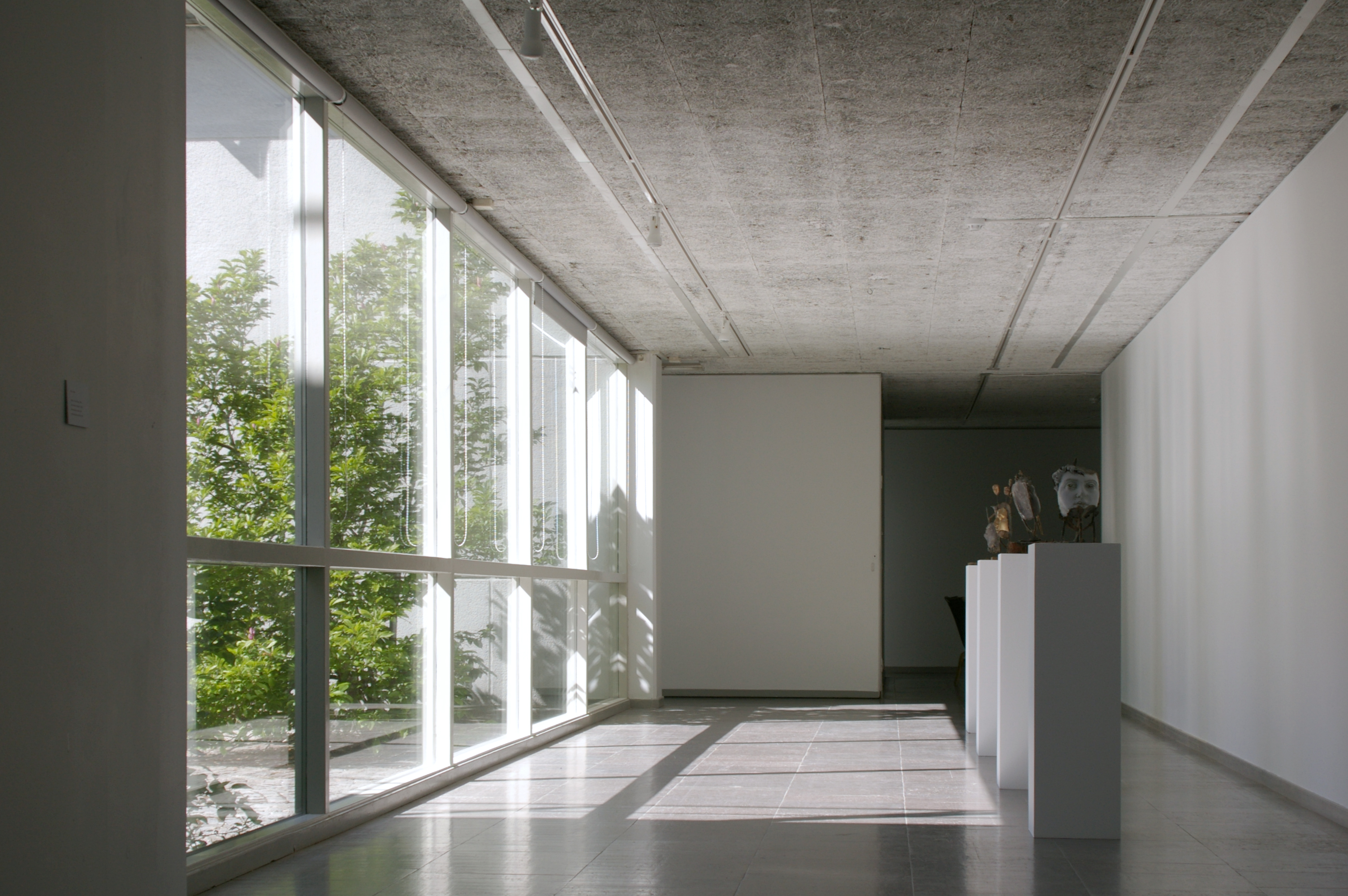
Vue intérieure